# Alejandro Prieto
Alejandro Prieto (Montevideo, Uruguay; 20 de abril de 1991) es un futbolista uruguayo. Juega de defensa central y su equipo actual es el Deportivo Maipú de la B Nacional.

## Trayectoria
Inició su carrera en el Club Nacional de Football en el año 2012, hizo ahí todas las divisiones formativas hasta 2011, luego fue transferido al Club Atlético Juventud. Debutó en la Primera División de Uruguay bajo la dirección técnica de Ariel De Armas, exactamente el 23 de septiembre de 2012 en el empate 0–0 ante Danubio Fútbol Club, entró al cambio aquel partido a los 14 minutos por Antonio Fernández.
En 2014 fue cedido a préstamo al Club Sportivo Cerrito por seis meses. Luego en condición de libre llegó al Central Español Fútbol Club en agosto de 2014, ahí permaneció hasta principios de 2015 disputando en total 4 partidos con la camiseta de Español. Su siguiente equipo fue el Club Oriental de Football de Segunda División, jugó 27 encuentros.
En enero de 2018, Prieto firmó con el Club Atlético 3 de Febrero de Paraguay, marcó su primer gol en torneos profesionales el 22 de abril de 2014 ante Rampla Juniors Fútbol Club en Uruguay, convirtió el primer gol con el que Cerrito ganó a Rampla con resultado final de 1–2. 
En julio de 2018 llegó a Técnico Universitario de Ambato en Ecuador, disputó 30 partidos entre 2018 y 2019 con la camiseta del rodillo rojo, además anotó un gol ante Liga Deportiva Universitaria en la LigaPro Banco Pichincha. También participó en algunos partidos de la naciente Copa Ecuador. Su salida se dio por una diferencia con la dirigencia, siendo esta salida muy criticada por la hinchada.
En 2019 jugó en Carlos A. Mannucci de la Primera División del Perú, nunca pudo consolidarse como titular por lo que no se renovó su contrato. En 2020 es contratado por el Manta Fútbol Club de la Serie B de Ecuador.

## Estadísticas
- Actualizado al 12 de mayo de 2020.[13]

### Clubes
| Juventud · Uruguay |               |               |    |    |    |    |    |    |    |       |       |
| 1.ª | 2012-13       | 12            | 0  | -- | -- | -- | -- | 12 | 0  | 0.00  |       |
| Total club | Total club    | 12            | 0  | -- | -- | -- | -- | 12 | 0  | 0.00  |       |
| Cerrito · Uruguay |               |               |    |    |    |    |    |    |    |       |       |
| 2.ª | 2013-14       | 10            | 1  | -- | -- | -- | -- | 10 | 1  | 0.100 |       |
| Total club | Total club    | 10            | 1  | -- | -- | -- | -- | 10 | 1  | 0.100 |       |
| Central Español · Uruguay |               |               |    |    |    |    |    |    |    |       |       |
| 2.ª | 2014-15       | 4             | 0  | -- | -- | -- | -- | 4  | 0  | 0.00  |       |
| Total club | Total club    | 4             | 0  | -- | -- | -- | -- | 4  | 0  | 0.00  |       |
| Oriental · Uruguay |               |               |    |    |    |    |    |    |    |       |       |
| 2.ª | 2015-16       | 18            | 0  | -- | -- | -- | -- | 18 | 0  | 0.00  |       |
| 2.ª | 2017          | 9             | 0  | -- | -- | -- | -- | 9  | 0  | 0.00  |       |
| Total club | Total club    | 27            | 0  | -- | -- | -- | -- | 27 | 0  | 0.00  |       |
| 3 de Febrero Paraguay |               |               |    |    |    |    |    |    |    |       |       |
| 1.ª | 2018          | 7             | 0  | -- | -- | -- | -- | 7  | 0  | 0.00  |       |
| Total club | Total club    | 7             | 0  | -- | -- | -- | -- | 7  | 0  | 0.00  |       |
| Técnico Universitario · Ecuador |               |               |    |    |    |    |    |    |    |       |       |
| 1.ª | 2018          | 20            | 1  | -- | -- | -- | -- | 20 | 1  | 0.050 |       |
| 1.ª | 2019          | 9             | 0  | 1  | 0  | -- | -- | 10 | 0  | 0.00  |       |
| Total club | Total club    | 29            | 1  | 1  | 0  | -- | -- | 30 | 1  | 0.033 |       |
| Carlos A. Mannucci · Perú |               |               |    |    |    |    |    |    |    |       |       |
| 1.ª | 2019          | 5             | 0  | 0  | 0  | -- | -- | 5  | 0  | 0.200 |       |
| Total club | Total club    | 5             | 0  | 0  | 0  | -- | -- | 5  | 0  | 0.200 |       |
| Manta F. C. · Ecuador |               |               |    |    |    |    |    |    |    |       |       |
| 2.ª | 2020          | 3             | 0  | 0  | 0  | -- | -- | 3  | 0  | 0.00  |       |
| Total club | Total club    | 3             | 0  | 0  | 0  | -- | -- | 3  | 0  | 0.00  |       |
| Total carrera | Total carrera | Total carrera | 97 | 2  | 1  | 0  | -- | -- | 98 | 2     | 0.031 |
| (1) Incluye datos de Copa Ecuador y Copa Bicentenario. (2) Incluye datos de Copa Libertadores y Copa Sudamericana. (3) No incluye goles en partidos amistosos. |               |               |    |    |    |    |    |    |    |       |       |